# Sanghaji vágóhíd
Sanghajban a Sacsing (Shajing) út 10. házszám alatt található négyemeletes vágóhíd 1933-ban épült. A ház egy négy épületből álló, kocka alakú épületegyüttes.

## Jellemzői
Egykor ez volt a legnagyobb és legkorszerűbb vágóhíd a Távol-Keleten. A közepén egy kupola alakú épület van, ami több folyosón keresztül köti össze a körülötte található négy épületet. Különös érdekesség a két, marhaszállításra létrehozott terület, ami mind a négy emeletet eléri. Hugyecz László építész Sanghajban több mint 50 projektben vett részt, köztük a vágóhíd megtervezésében is.
Az épület sértetlen maradt a második világháborúban és az 50-es években még eredeti funkciója szerint termelt. Ma már nem működik. Évekig tartó elhanyagoltság után az épületek 1998-ban felújításra kerültek, és a város népszerű, sokakat vonzó, sokak által látogatott műemlékévé váltak. Ma üzletek találhatóak itt, divatbemutatókat rendeznek.

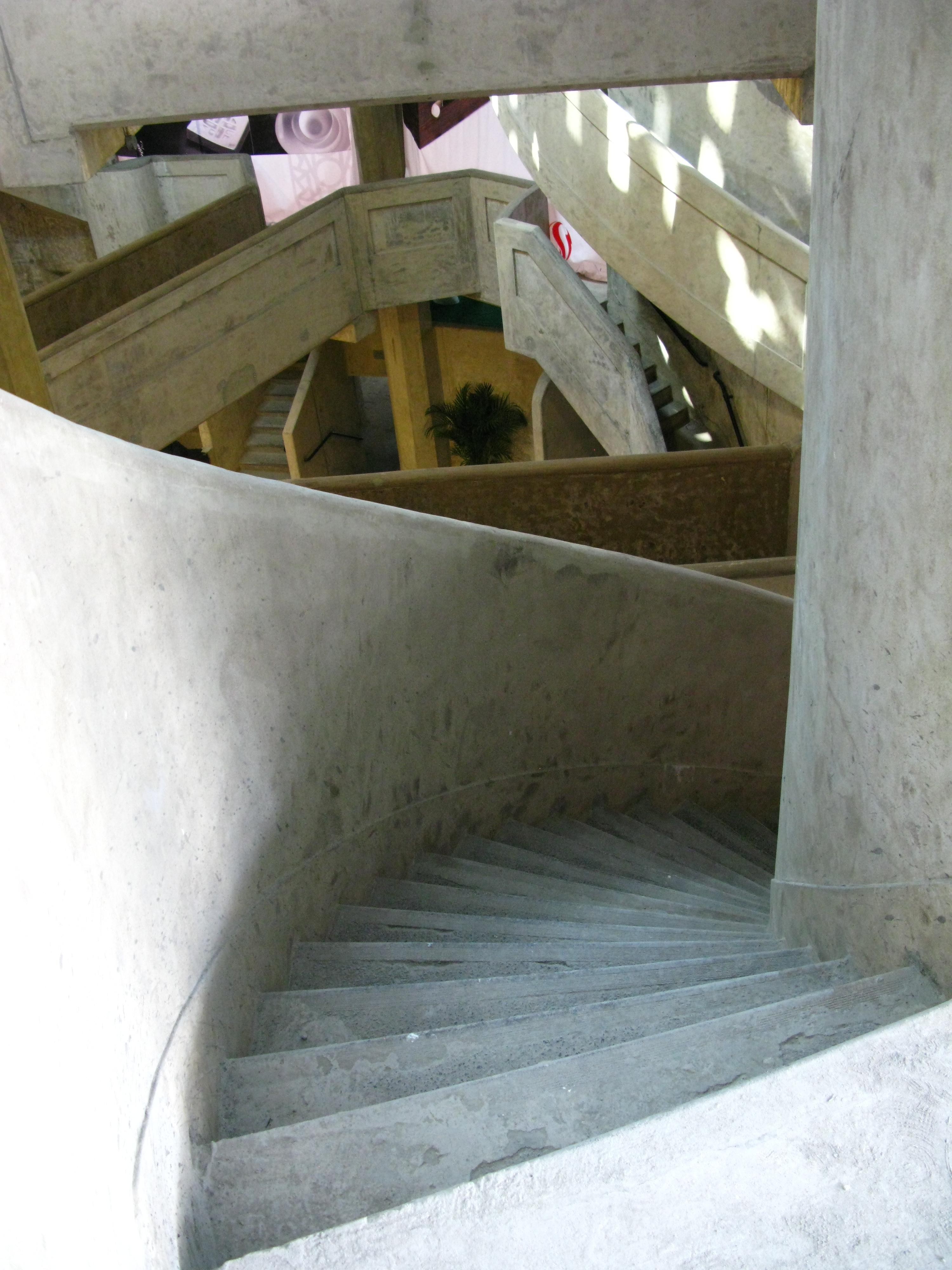
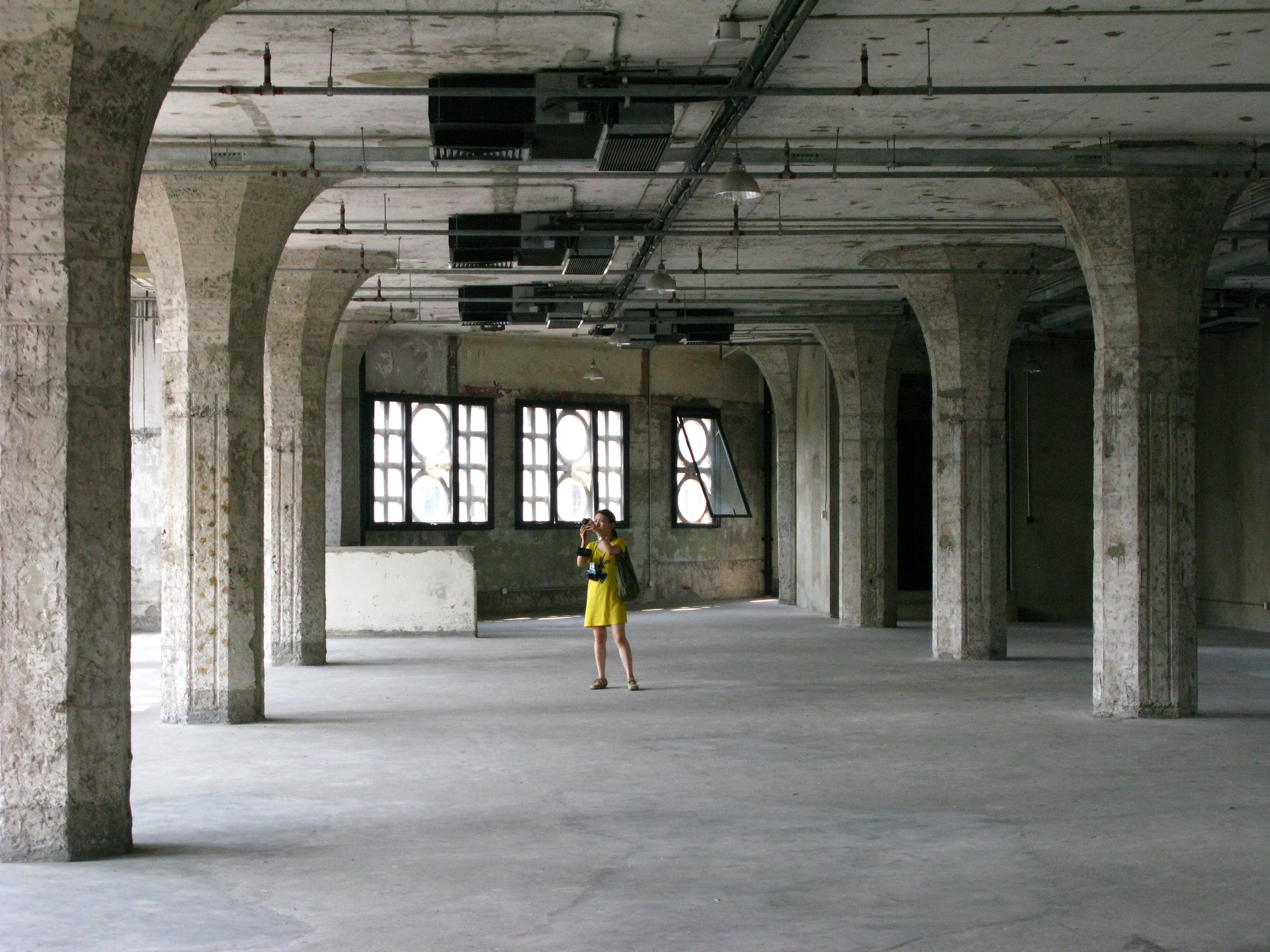
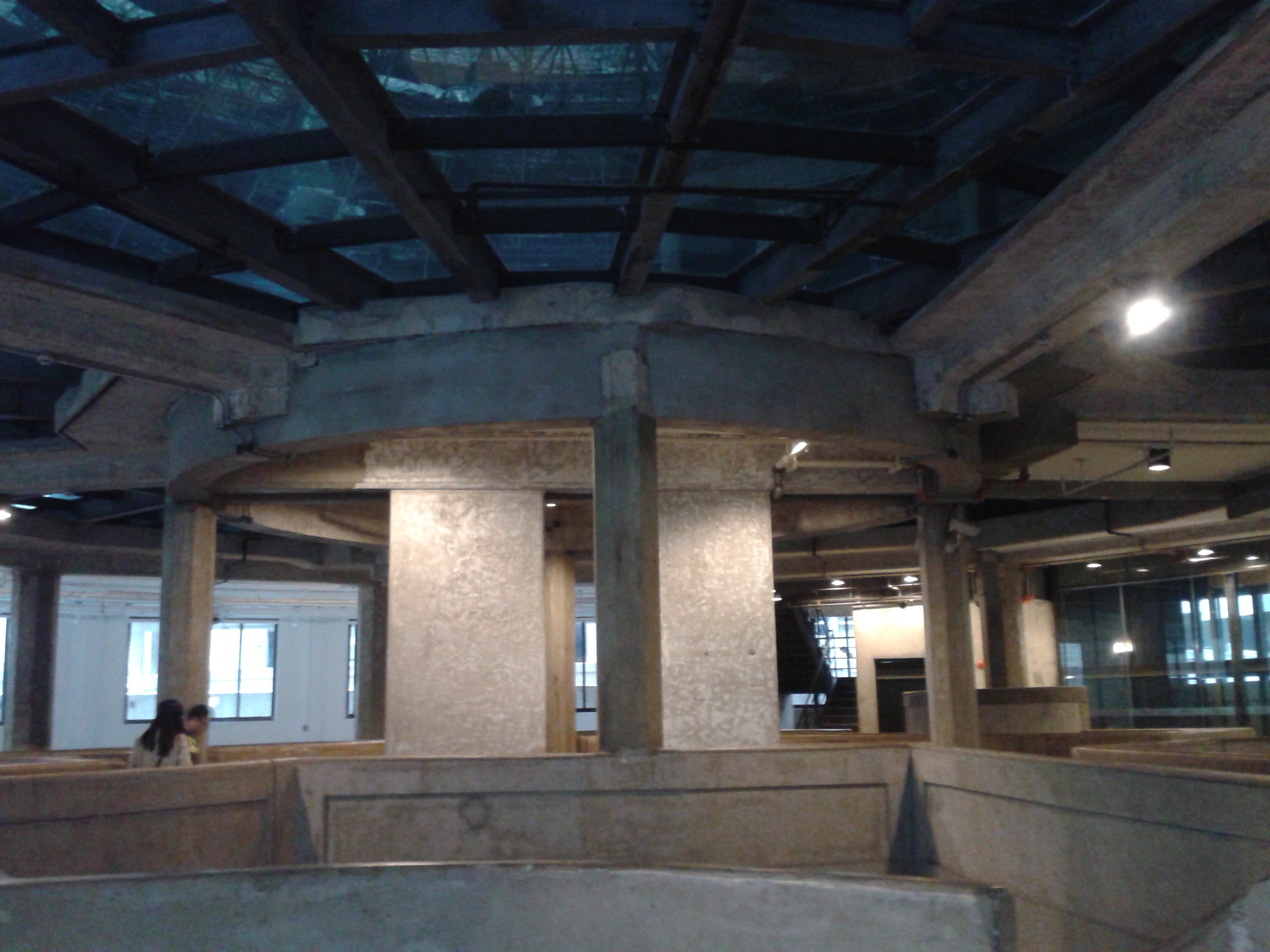
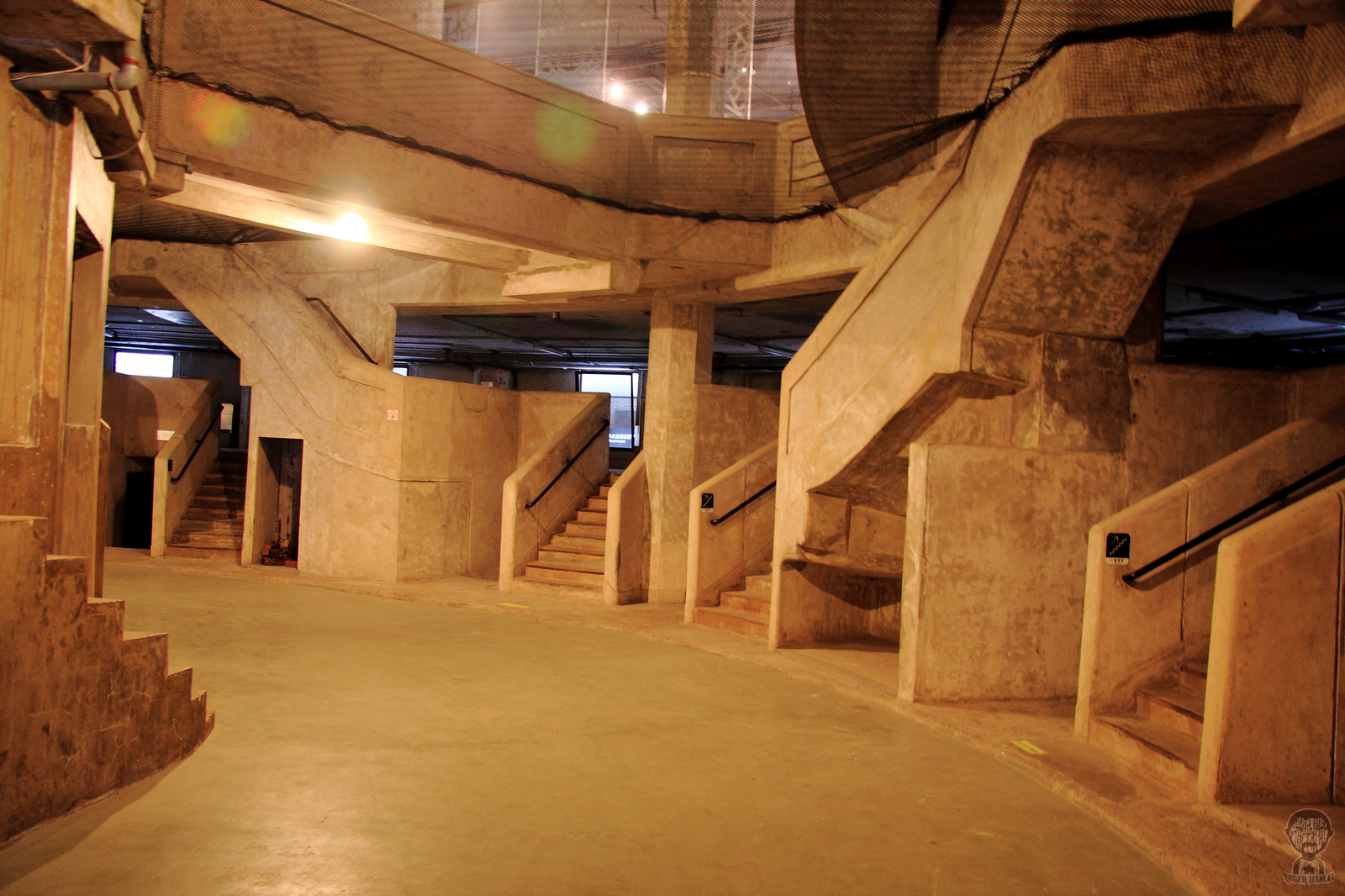
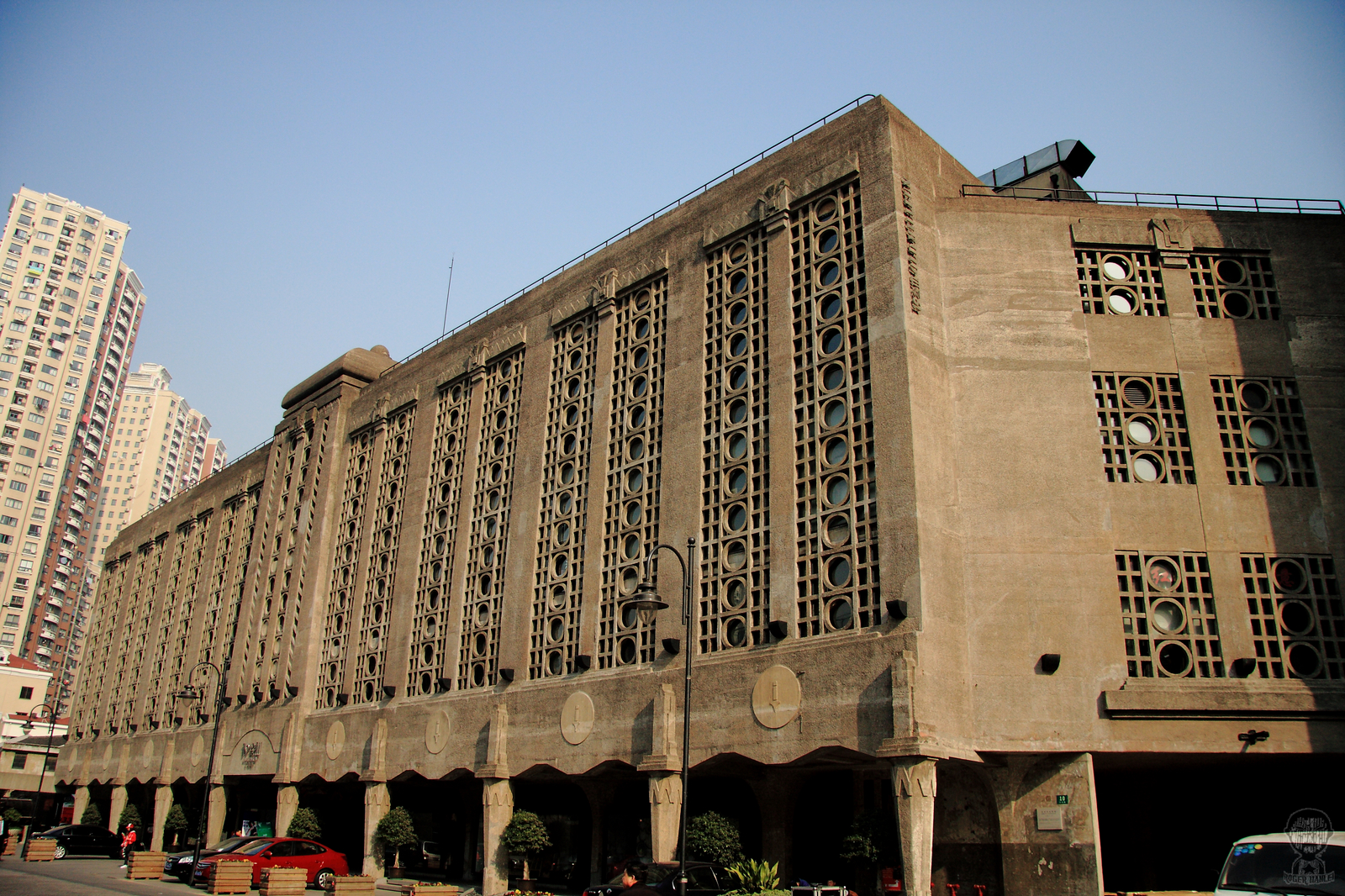
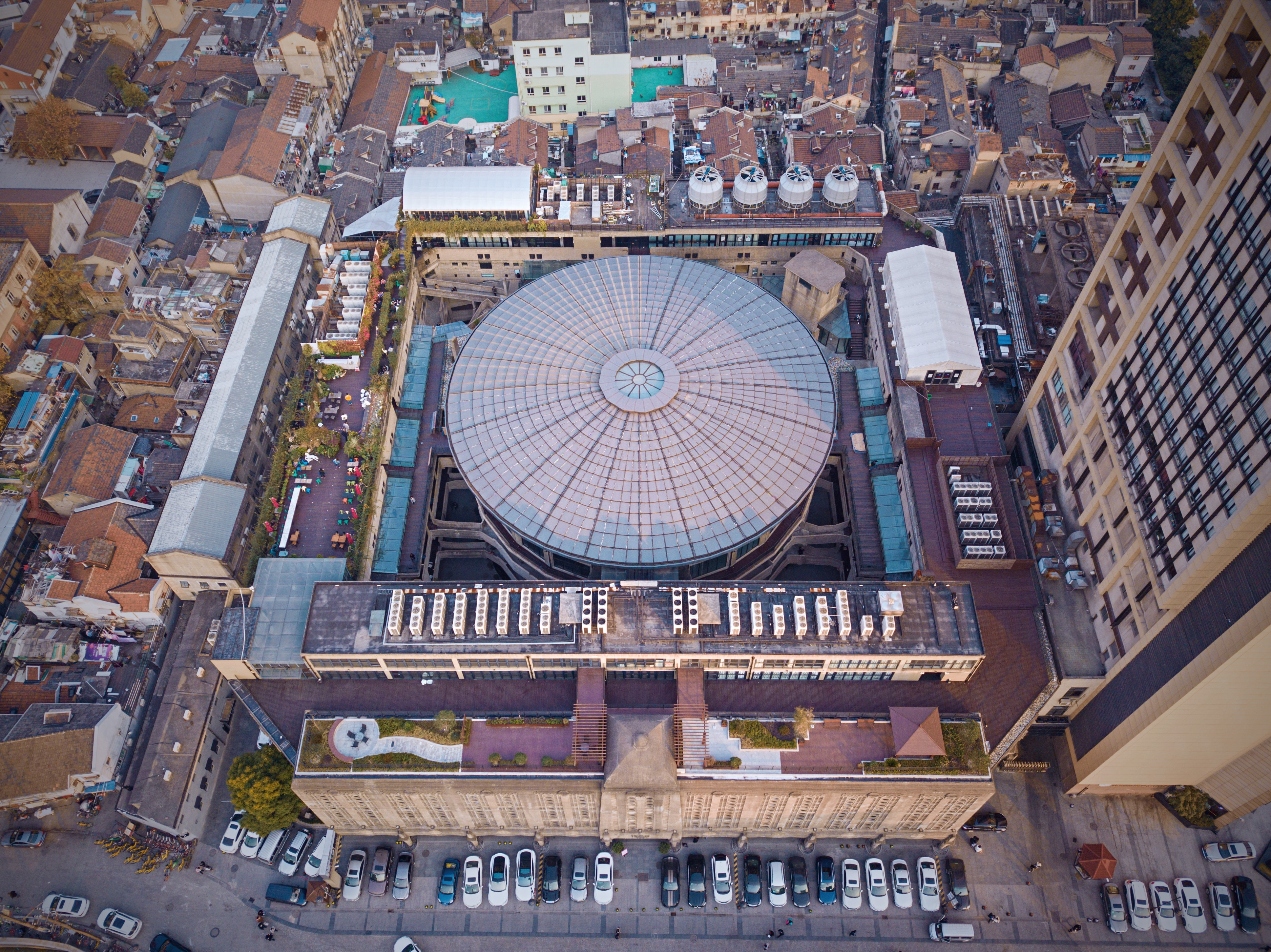
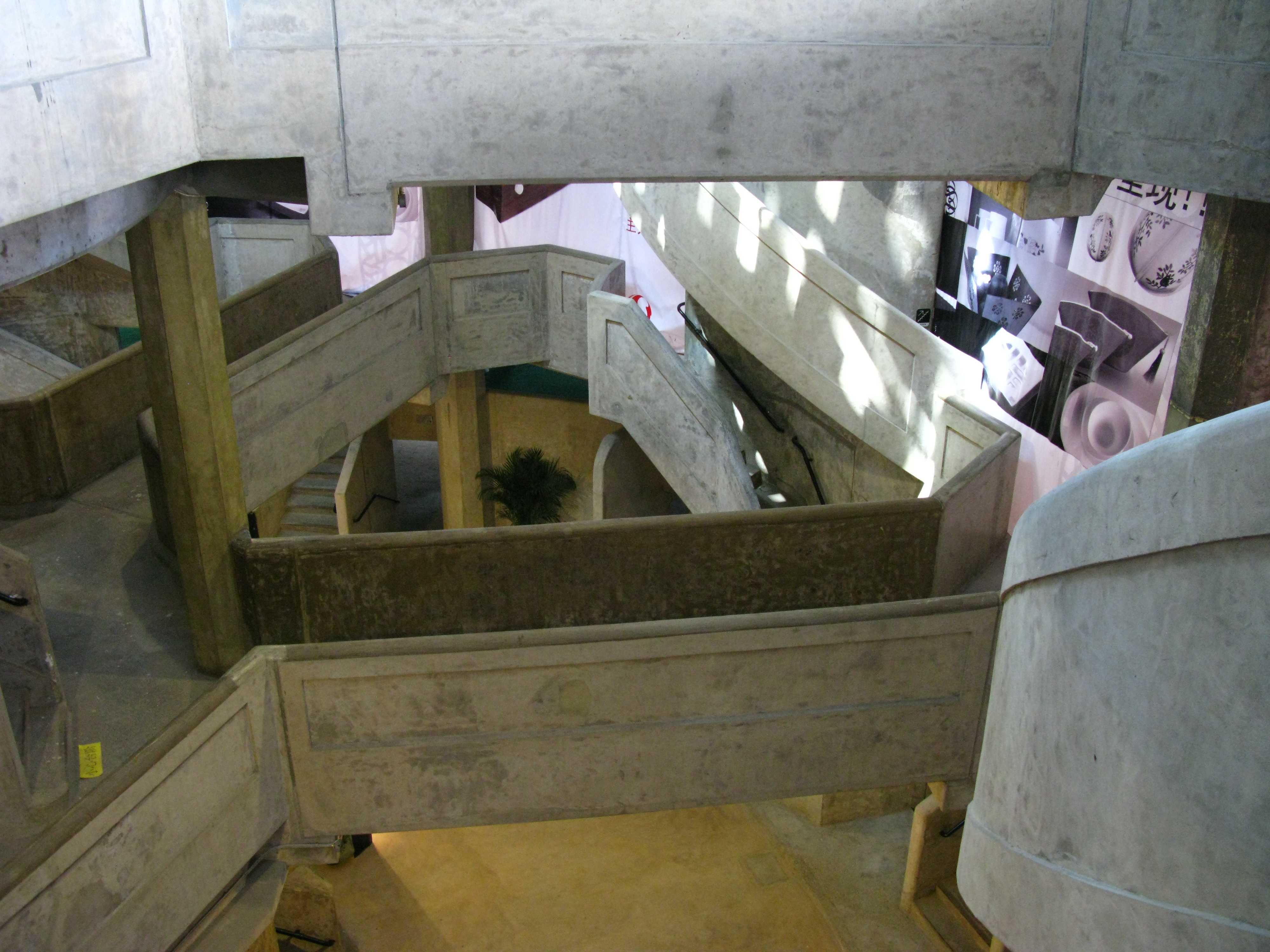

Az érintett műemlékhivatal követelményei alapján teljesen régi formájukban tatarozták az épületet. Ezért a tatarozott épületek teljesen olyan formában maradnak, mint a tatarozásuk előtt. Csak némi belső módosítás történt.